# Mortality (australische Band)
Mortality war eine australische Death-, Thrash- und Groove-Metal-Band aus Kings Langley, die 1992 gegründet wurde und sich 1997 auflöste. 2006 war die Band wieder kurzzeitig aktiv.

## Geschichte
Die Band wurde 1992 als Quintett gegründet, dessen fester Kern aus dem Sänger Darren Maloney, dem Bassisten Luke Ford und dem Gitarristen Darren Jenkins bestand. Etwas später schrumpfte die Gruppe zu einem Quartett zusammen, wobei Rick Fuda das Schlagzeug besetzte. Im Februar 1993 erschien das Demo Eternal Life, dem im selben Jahr die EP Aggression=Power über Warhead Records folgte. Danach ging es auf eine nationale Tournee mit Sepultura. 1994 stieß Steve Pell als neuer Schlagzeuger dazu, ehe Jenkins im folgenden Jahr durch den Gitarristen Craig Figl ersetzt wurde. Anfang 1997 erschien über Warhead Records das Debütalbum Structure. Sechs Monate später kam es zur Auflösung der Band aufgrund musikalischer Differenzen zwischen Maloney und den anderen Mitgliedern.
Ende 2004 wurde eine Neugründung verkündet, jedoch blieb die Band weiterhin inaktiv. Erst Anfang 2006 begannen Maloney, Ford, Pell und der Gitarrist Andrew Lilley mit den Proben. Nach einem Auftritt im August des Jahres löste sich die Band wieder auf.

## Stil
Laut Brian Giffin in seiner Encyclopedia of Australian Heavy Metal spielte die Band anfangs Musik im Stil von Pantera, ehe man eine Mischung aus Groove- und Death-Metal mit unregelmäßigen Taktangaben gespielt habe. Michael O’Brien von themetalforge.com merkte in seiner Rezension zu Structure an, dass das Album große Einflüsse von dem Fear-Factory-Album Demanufacture und dem Meshuggah-Album Destroy Erase Improve, die beide im Jahr zuvor erschienen seien, aufweist. Der direktere Einfluss sei jedoch ersteres Album, wobei man den Stil nicht einfach kopiere, sondern in den Thrash-Metal-Stil Mortalitys integriere.

## Diskografie
- 1993: Eternal Life (Demo, Eigenveröffentlichung)
- 1993: Aggression=Power (EP, Warhead Records)
- 1994: Oppressive (EP, Warhead Records)
- 1997: Structure (Album, Warhead Records)